# Kenout Peltier
Kénout Peltier est une chef-monteuse française, née le 23 septembre 1935. 

## Biographie
Kénout Peltier a débuté comme assistante-monteuse, grâce à Leonide Azar, sur des films de Nicholas Ray et Abel Gance, avant d'enchaîner comme chef-monteuse aux côtés de Louis Malle, Maurice Pialat, Alain Resnais...

## Filmographie
- 1960 : L'amour existe de Maurice Pialat
- 1960 : Zazie dans le métro de Louis Malle
- 1962 : Vive le tour de Louis Malle
- 1962 : Vie privée de Louis Malle
- 1962 : Et Satan conduit le bal de Grisha Dabat
- 1963 : Muriel ou le temps d'un retour d'Alain Resnais
- 1964 : Aimez-vous les femmes ? de Jean Léon
- 1964 : Mata Hari, agent H 21 de Jean-Louis Richard
- 1965 : Un cœur gros comme ça de François Reichenbach
- 1965 : Viva Maria ! de Louis Malle
- 1966 : Chappaqua de Conrad Rooks
- 1967 : Si j'étais un espion de Bertrand Blier
- 1968 : Le Rapace de José Giovanni
- 1970 : Dernier Domicile connu de José Giovanni
- 1970 : La Maison de Gérard Brach
- 1971 : Un aller simple de Laurent Heynemann
- 1972 : Tout va bien de Jean-Luc Godard
- 1973 : Tendres Chasseurs (Sweet Hunters) de Ruy Guerra
- 1974 : Les Valseuses de Bertrand Blier
- 1975 : La Soupe froide de Robert Pouret
- 1976 : Je t'aime moi non plus de Serge Gainsbourg
- 1977 : L'Amour en herbe de Roger Andrieux
- 1977 : Vous n'aurez pas l'Alsace et la Lorraine de Coluche et Marc Monnet
- 1977 : Le Point de mire de Jean-Claude Tramont
- 1978 : L'Ordre et la sécurité du monde de Claude d'Anna
- 1979 : L'Adoption de  Marc Grunebaum
- 1980 : C'est encore loin l'Amérique ? de Roger Coggio
- 1980 : La Petite Sirène de Roger Andrieux
- 1981 : La Gueule du loup de Michel Léviant
- 1982 : La Guérilléra de Pierre Kast
- 1982 : La Baraka de Jean Valère
- 1983 : Eréndira de Ruy Guerra
- 1984 : Paris vu par... 20 ans après (segment Rue du Bac) de Frédéric Mitterrand
- 1984 : La Triche de Yannick Bellon
- 1984 : Partenaires de Claude d'Anna
- 1985 : Le Thé au harem d'Archimède de Mehdi Charef
- 1986 : Opéra de Malandro (Ópera do Malandro) de Ruy Guerra
- 1987 : Miss Mona de Mehdi Charef
- 1988 : Envoyez les violons de Roger Andrieux
- 1989 : Les Enfants du désordre de Yannick Bellon
- 1994 : Daisy et Mona de Claude d'Anna
- 1996 : Pigeon volé (téléfilm)
- 1997 : La Femme de chambre du Titanic de Bigas Luna
- 1999 : La Maison d'Alexina (téléfilm)
- 1999 : Volaverunt de Bigas Luna
- 2000 : Marie-Line de Mehdi Charef
- 2001 : La Fille de Keltoum de Mehdi Charef

## Assistante monteuse
- 1957 : Amère Victoire de Nicholas Ray
- 1958 : Ascenseur pour l'échafaud de Louis Malle
- 1958 : Les Amants de Louis Malle
- 1960 : Austerlitz de Abel Gance